# Gonostoma
Gonostoma è un genere di pesci ossei abissali appartenente alla famiglia Gonostomatidae.

## Distribuzione e habitat
La distribuzione del genere non è nota con precisione, Gonostoma denudatum è presente nell'Oceano Atlantico orientale e nel mar Mediterraneo, G. atlanticum è presente nello stesso areale (ma non nel Mediterraneo) ma è stato trovato occasionalmente anche negli altri oceani. Sono pesci batipelagici.

## Specie
- Gonostoma atlanticum
- Gonostoma denudatum[1]